# Abolens
Abolens [abɔlɛ̃] (en wallon Å Bôlin ou Li Bôlin) est une section de la ville belge d'Hannut, située en Région wallonne dans la province de Liège.

## Évolution démographique depuis 1806
Source:INS